# Global Airlines
Global Airlines ist eine britische, virtuelle Fluggesellschaft mit Sitz in London. Die Fluggesellschaft strebt danach, den Standard des kommerziellen Fliegens durch moderne Konzepte in Service, Betrieb und Technik nachhaltig zu verändern.

## Geschichte
Global Airlines wurde am 13. Juli 2021 von James Asquith gegründet. Im Mai 2023 erwarb das Unternehmen sein erstes Flugzeug, einen Airbus A380. Die Fluggesellschaft plant, mit insgesamt vier gebrauchten Airbus A380 in einer Drei-Klassen-Konfiguration mit 450 bis 470 Sitzplätzen den Betrieb aufzunehmen.
Der erste Airbus A380 von Global Airlines wurde zuvor von China Southern Airlines betrieben. Im Mai 2024 wurde das Flugzeug zur Lagerung am Flughafen Glasgow-Prestwick gebracht, bevor es im Oktober desselben Jahres zur Wartung nach Dresden geflogen wurde.
Die beiden allerersten Spezial-Flüge der Gesellschaft wurden am 15. Mai 2025 von Glasgow und am 21. Mai 2025 von Manchester jeweils nach New York durchgeführt. Die Rückflüge erfolgten jeweils vier Tage später.
Seit den beiden Flügen Mitte Mai wurde das einzige Flugzeug, der A380, in Dresden geparkt und am 16. Juli 2025 nach Tarbes zur Wartung überführt. Der Flughafen Tarbes-Lourdes ist besonders als Flughafen zur Ausmusterung oder Langzeit-Abstellplatz bekannt. Weitere Flüge sind mit Stand von Mitte Juli 2025 nicht geplant.

## Flotte
Mit Stand Juli 2025 besteht die Flotte aus einem Flugzeug mit einem Alter von 12,8 Jahren:
| Flugzeugtyp     | Anzahl | bestellt | Anmerkungen                  | Sitzplätze (First/Business/Eco) | Durchschnittsalter |
| --------------- | ------ | -------- | ---------------------------- | ------------------------------- | ------------------ |
| Airbus A380-800 | 1      | 1        | durch Hi Fly Malta betrieben | 506 (8/70/428)                  | 12,8 Jahre         |
| Gesamt          | 1      | 1        |                              |                                 | 12,8 Jahre         |

9H-GLOBL (A380) ist zurzeit in Tarbes geparkt.

## Flugziele
Die Fluggesellschaft plant Direktflüge zwischen London-Gatwick und den US-amerikanischen Städten New York und Los Angeles.